# إيوتا سيغما باي
إيوتا سيغما باي (ΙΣΠ) هي جمعية وطنية شرفية في الولايات المتحدة الأمريكية، تأسست في عام 1902 وتهتم برفع مستوى المرأة في العلوم وخاصة في مجال الكيمياء. وتركز أيضًا على رفع المستوى الشخصي والمهني للمرأة. وكما هو الحال مع جميع الجمعيات الشرفية فقد أنشأت شبكات مهنية إلى جانب دورها في التعريف بإنجازات المرأة في الكيمياء.

## التاريخ
تشكلت الجمعية خلال فترة لم تحصل خلالها المرأة على احترام وتقدير كافيين لقاء عملها. لذلك بدأت النساء بإنشاء جوائزهن الخاصة لتوضيح وشرح قدراتهن ضمن سيرهن الذاتية.
تشكلت الجمعية الوطنية في عام 1902  من قبل أغنيس فاي مورغان. وعُينت رئيسةً لقسم علوم وفنون الأسرة في جامعة كاليفورنيا وكانت واحدة من أوائل الذين أدخلوا الكيمياء في مناهج الاقتصاد المنزلي. واصلت العمل في الجمعية طوال حياتها المهنية وكان تركز بشكل خاص على الأبحاث العلمية. أسست أيضًا جمعية شرفية محلية نسوية تهتم بمجال الاقتصاد المنزلي تدعى ألفا نو.
شملت أهداف الجمعية تشجيع النساء على متابعة دراستهن الأكاديمية في العلوم الكيميائية، ودعم الإنجازات الشخصية في مجال الكيمياء ودعم الحياة الأكاديمية والمادية والاجتماعية للأعضاء.
افتتحت الدروس الأولية في جامعة واشنطن عام 1910 وبدأت في الانتشار في جميع أنحاء البلاد، وعُقدت في النهاية عدة اجتماعات للجمعية الكيميائية الأمريكية.  عُرض عليهم الاندماج مع الجمعية الشرفية فاي لامبدا أبسيلون للكيميائيين الذكور في ثلاثينيات القرن العشرين ولكن قوبل هذا العرض بالرفض.

## الجوائز المهنية
أرفع جائزة تقدمها الجمعية هي العضوية الفخرية الوطنية التي تُمنح للنساء الكيميائيات اللواتي حققن إنجازات استثنائية وهامة في هذا المجال. تُمنح الشهادة مع جائزة بقيمة 1500 دولار أمريكي. تشمل قائمة الفائزين السابقين: ماري سكلودوفسكا كوري وجيرتي كوري ودوروثي هودكين.
تُمنح جائزة ديلر المهنية للتفوق والتي سُميت على اسم عضو سابق (أمينة صندوق ورئيسة الجمعية) تكريمًا لـ: «الإنجازات الكيميائية الأكاديمية أو الحكومية أو الصناعية أو في التعليم أو في الإدارة أو في عدة مجالات مجتمعة». تتكون الجائزة من شهادة ومجموعة جوائز بقيمة 1000 دولار أمريكي. مُنحت هذه الجائزة أول مرة لجوان لامبروس في عام 1984.
تمنح جائزة أجنس فاي مورجان للأبحاث للنساء اللواتي حققن إنجازات في مجالي الكيمياء أو الكيمياء الحيوية.
تُمنح جائزة الذكرة المئوية للتميز في التدريس في المرحلة الجامعية لأولئك الذين تميزوا في تدريس الكيمياء أو الكيمياء الحيوية أو مادة مماثلة. يجب أن يقضي المرشح ما لا يقل عن 75 ٪ من وقته في تدريس الطلاب الجامعيين ليكون مؤهلًا للحصول على الشهادة ومنحة 500 دولار أمريكي.

## جوائز الطلاب
تمنح جائزة آن لويس هوفمان عن الإنجازات المميزة في الدراسات العليا للمرشحات اللواتي أظهرن أبحاثًا كيميائية متميزة. يجب أن تكون المرشحة أيضًا طالبة دراسات عليا ذات دوام كامل للحصول على الشهادة والمكافأة قدرها 500 دولار أمريكي.
يوجد نوعان من جوائز التميز الجامعي في الكيمياء، إذ يجب على الطالبة في الجائزة الأولى أن تكون أول طالبة تبدأ الدراسة الجامعية على مستوى عائلتها. وأيضا المكافأة هي شهادة و500 دولار أمريكي.
تُموّل منحة غلاديس أندرسون إيمرسون الجامعية من ملكية إيمرسون الخاصة التي أعربت عن رغبتها في تقديم التمويل إلى الإناث أعضاء جمعية لوتا سيغما بي اللواتي يتخرجن بتخصص الكيمياء أو الكيمياء الحيوية. تشمل المنحة راتب 2000 دولار أمريكي وشهادة.
تُخصص جائزة إعادة الدخول للأعضاء للأعضاء الذين ابتعدوا عن الدراسة الأكاديمية لأكثر من ثلاث سنوات ثم عادوا لدراسة الكيمياء بشكل علمي. تشمل هذه الجائزة مبلغًا نقديًا بقيمة 1500 دولار أمريكي وشهادة تقدير.
تمنح جائزة الفتيات الشابات في الكيمياء إلى طالبات المدارس الثانوية اللواتي أظهرن تفوقًا كبيرًا في الكيمياء.